# خوان كارلوس ستوسكاس
خوان كارلوس ستوسكاس (بالإسبانية: Juan Carlos Stauskas)‏ هو لاعب كرة قدم أرجنتيني في مركز الدفاع، ولد في 6 أغسطس 1939 في بوينس آيرس في الأرجنتين. لعب مع ريفر بليت.

## وصلات خارجية
- خوان كارلوس ستوسكاس على موقع أوليمبيديا (الإنجليزية)